# 钟形杯文化

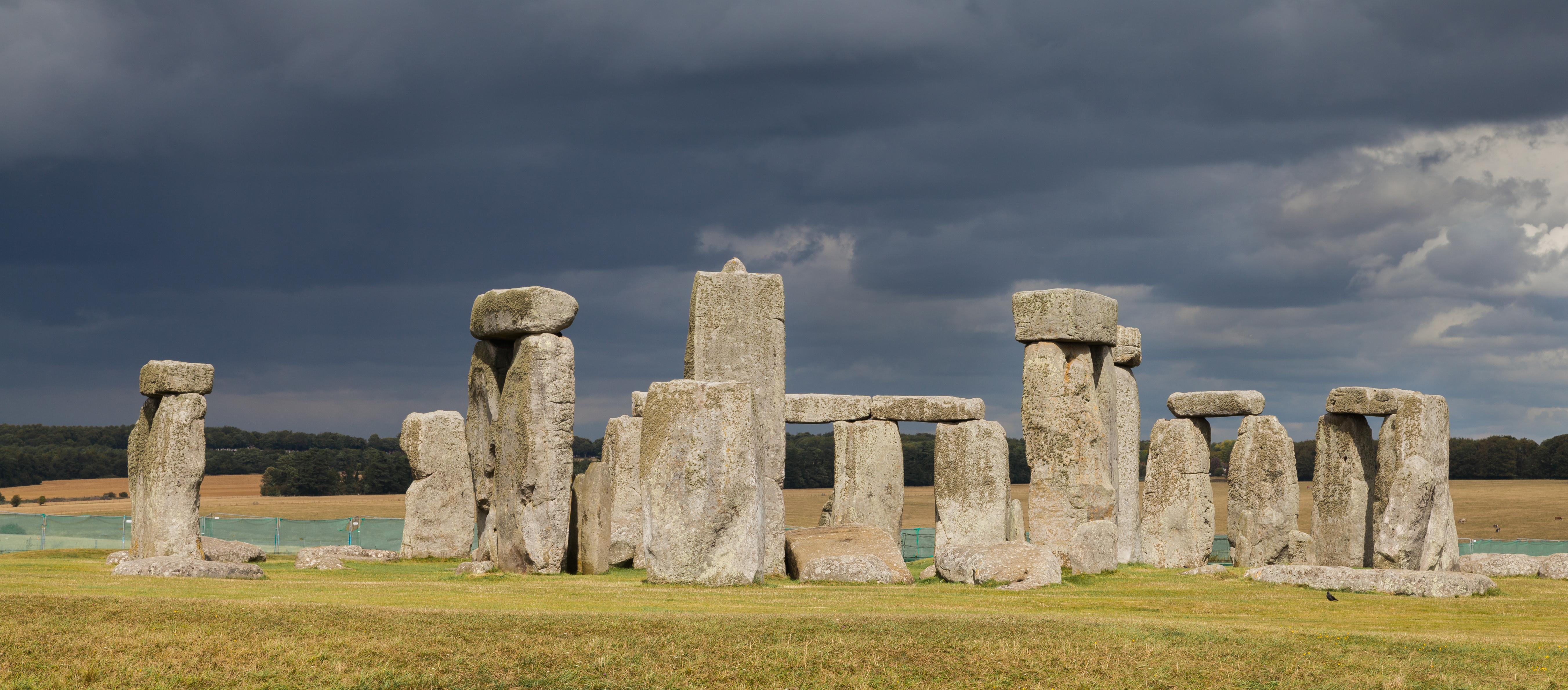
在英國來自於钟形杯文化時期最為著名的景點是巨石陣。

钟形杯文化（德語：Glockenbecherkultur），起源于公元前2800年左右，一直持续到公元前1800年，是從新石器時代晚期至青銅器時代的史前西歐「考古學文化」的一種用語。其用語源自於约翰‧阿伯克龙比，基本上是屬於可盛裝物品的陶器獨特文化。然而钟形杯文化的影響範圍擴大至整個歐洲，連同物理及遺傳學也同樣身受影響。

## 介紹
钟形杯文化不僅為特定的陶器類型，也有當時其他人一同刻造陶器紋路的風格並一同分享其作品，如武器及裝飾完整地呈現出極為複雜的文化現象，有可能是受到共同文化與宗教思想層面的影響。钟形杯文化標誌著一段前所未見規模的大西洋與西歐文化之間的聯繫，隨後再也沒有出現過。這種現象早已將陶器文化廣泛流傳至中歐與東歐，彼此接觸陶器文化的情況。
钟形杯文化期間，標誌著早期青銅時代溶解燒陶器的現象。
钟形杯文化主要有兩種風格：其一為「帘線-印象類型」，如遍及有線及遍及裝飾，其二為「海洋類型」，樂團的裝飾採用梳子和線所製成的印象，後來這兩種形式成為特色區域發展的風格。
有人提議將陶器設計成可以盛裝食品及飲料（如：酒）的形式，有助於對歐洲陶器的傳播。然而，並非只像啤酒和蜂蜜酒那樣可以進行釀酒和封存，也並非所有的陶器可以這麼做，有些還被用來冶煉成銅礦、盛裝食品相關的有機殘留物，甚至還拿來當作喪禮使用的甕。因此陶器的使用狀態非常地廣泛。

## 起源
已經有不少考古學家為钟形杯文化的起源進行提案，辯論持續了十幾年，有幾個地區已經假定，特別是伊比利亞半島、荷蘭和中歐。同樣學者們的推測，與傳播各種機制，包括人群（民間）的遷移、小戰士團體、個人（工匠）、或思想和對象交換的擴散。
最近的分析已經取得了完全透徹陶器中現象的進展，主要是由它的每一個零件個別分析。他們所得到的結論是：钟形杯的現象是一種綜合的元素，代表「思想、理念和風格」，也匯集了不同地區、不同的文化傳統和背景。
放射性碳測年似乎支持了最早在伊比利亞遇到“海上”钟形陶器的設計風格，大約在公元前2800年至公元前2700年時，特別是在葡萄牙塔霍河口充滿活力地使用銅的社區，並從那裡蔓延至西歐的大部分地區。從德國南部的所有可用資源的概覽的結論是：一個新的钟形杯文化，在獨立文化的區塊，同時也包含有線窯文化。

## 影響範圍

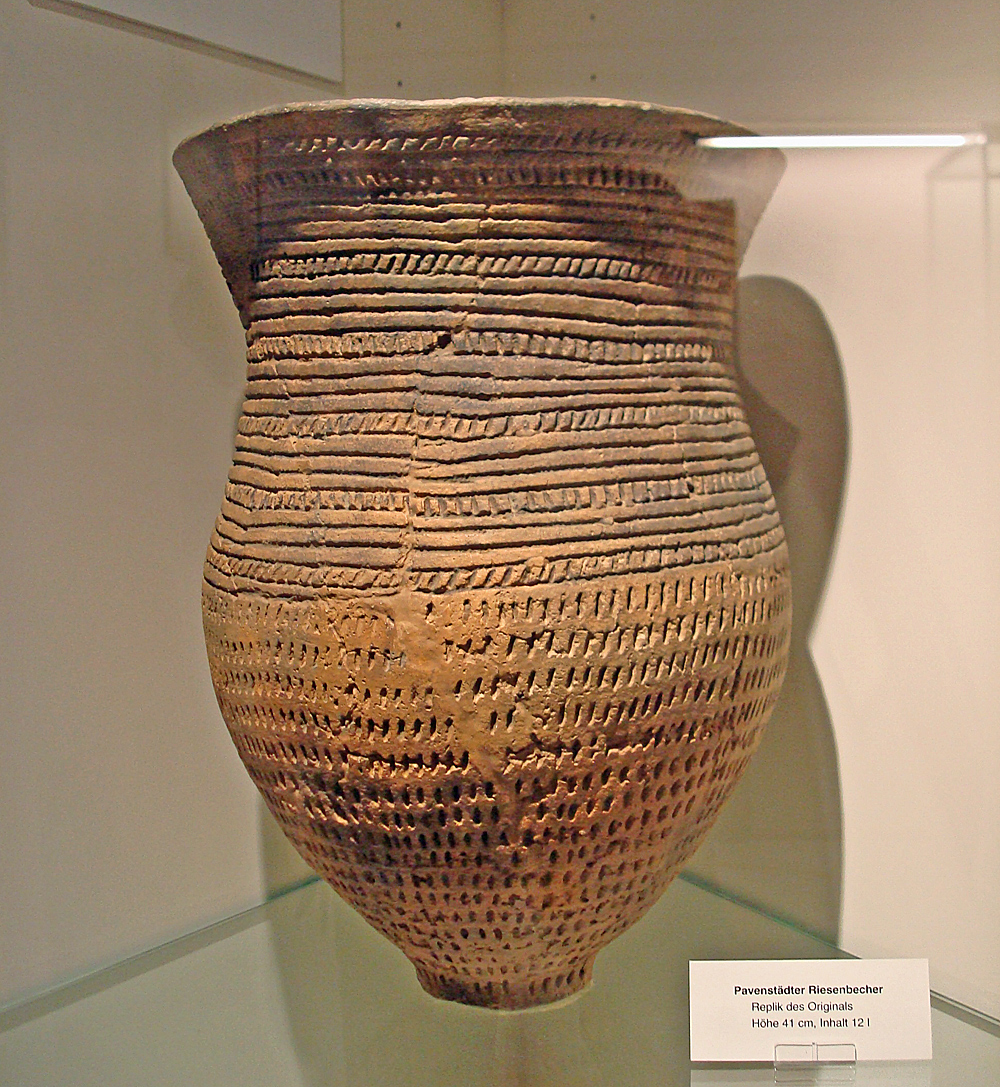
位於德國居特斯洛鎮博物館年齡3,500歲、40 cm 高Pavenstädt的巨大陶器。

钟形杯文化的人們得到海上運輸和河流的優勢，創造了文化傳播從愛爾蘭延伸到喀爾巴阡盆地南部和大西洋海岸，並沿著羅訥河谷傳到葡萄牙、北非和西西里島，甚至滲透到義大利北部和中部。

### 伊比利亞半島
位於伊比利亞半島將钟形陶器定義為本地銅石的後期階段，甚至當時正在世襲最早幾個世紀以來的青銅時代。

### 巴利阿里群島
位於巴利阿里群島，為了使用陶器，透過放射性碳測年表測得約1200年的持續時間（公元前2475年至公元前1300年），在馬略卡島有一些陶器的線索，通常被認為是最古老的钟形陶器文化，這可能表明更早的陶器文化移民點，時間大約在公元前2700年。

### 中歐
大規模研究钟形陶器的放射性探測年表當中，J. 米勒 和 S.維林更建立中歐公元前2500年以來的钟形杯文化。來自於於背景晚銅時代和青銅時代早期之間，有兩個偉大共存和獨立的中歐文化，區域集團和研究钟形陶器文化的東方集團有著窯的線索，他們的開發、推廣和長距離的變化取決於廣泛河流的系統，成為第三部分奇妙的喀爾巴阡之馬可茶卡文化。

### 愛爾蘭（冰島）
青銅時期的冰島諾夫，陶器的侵入，有些伴隨著較小的陪葬墓遭到拆除，以及位於纽格莱奇墓大山的崩塌，並且還標誌著巨石通道古墓以及新石器文化的結束。一般而言，早期愛爾蘭陶器沒辦法證實整體陶器包裝的創新，一旦完全發展，將風靡歐洲其他的地方，愛爾蘭也因此聞名全歐洲各國。愛爾蘭陶器時期被表示成古老陶器滲入的象徵，藉此隔離、影響以及留存了在地的傳統。

### 英國
陶器於公元前2500年到達英國，大約在公元前2200年至公元前2100年食品容器和骨灰甕出現時被弃用（李約瑟，1996年）最早的英國陶器類似於萊茵（尼德姆，2005年），但後來的風格還是類似於冰島（1993年的情況之下）。在英國，來自於那一時期的國產裝配非常稀少，難以得出社會許多層面的結論，大多數英國陶器來自陪葬景況。那時期英國唯一的獨特出口是锡，它有可能聚集位於康沃爾郡和德文郡的潮流，並私下作為錫礦石、鵝卵石和交易的原始地。
格雷夫斯與陶器文物位於布雷西亞出現過，像是鈣迪馬可（菲耶塞），當位於義大利中部，鐘形眼鏡位於維泰博發掘到。

### 西西里島、撒丁島
在西西里島，陶器被介紹來自於撒丁島和主要分佈在西北部和西南部的島嶼。在西北和巴勒莫的文化和社會特徵幾乎維持不變，而在西南部有一個與在地的文化強勢整合 。目前已知僅有一個位於西西里島東部的鐘形玻璃在雪城被察覺到。

## 推測語言連接
钟形杯文化已被建議作為早期印歐文化適切的選擇之一，更具體而言，其祖先是原凱爾特人。然而，钟形杯文化被推測是與印歐方言的歐洲分支有著相當大的關聯性，被稱為「西北印歐」，祖先不僅是凱爾特人，同樣也是日耳曼人和波羅的斯拉夫人。

## 物理和遺傳學

### 骨骼研究
位於英國的非格律研究和製造陶器者息息相關，也小心翼翼地指出遷居移民的動向。隨後的研究，像是位於德國的中南部一項關於喀爾巴阡盆地和骨骼的非計量分析，還確定陶器製造的居民，陶器被標誌的類型也會有所差異。
Jocelyne Desideri 檢查來自於钟形杯文化的位址（包含西班牙北部、法國南部、瑞士、捷克共和國和匈牙利）骨骼中的牙齒。檢查已經被獨立的牙齒特徵中證實了與遺傳有關聯，她發覺只有在西班牙北部和捷克共和國論證緊跟在人群的前面與钟形杯文化人群之間的相互連結，位於其他地方則有所間斷。

### 遺傳學研究
早報公告歐洲範圍內Y型DNA標記頻率的結果，例如Semino（2000年）和羅瑟（2000年），透過晚期智人中發現歐洲殖民最早時態的相關倍群R1b-M269，在伊比利亞中（尤其是巴斯克地區）M269的高峰頻率及大西洋外觀被推測由歐洲西部再度殖民化的代表簽名，緊接著就是末次冰盛期。
來自於邁爾斯（2011年）、Cruciani（2011年）、Arredi（2007年）以及Balaresque（2010年）等等最近的數據和計算結果顯示建議一個新石器時代晚期進入M269至歐洲。
這些推測來自於古老的DNA，似乎透過更直接的證據予以佐證。在克罗姆斯多夫，來自於德國陶器文化的位址追溯至公元前2600年至公元前2500年的R1b被使用檢測於兩位男性的骨骼，其中一位測得陽性，另一位測得陰性（免用P312亞枝即可測出）。